# 29:e speciella ubåtskvadronen

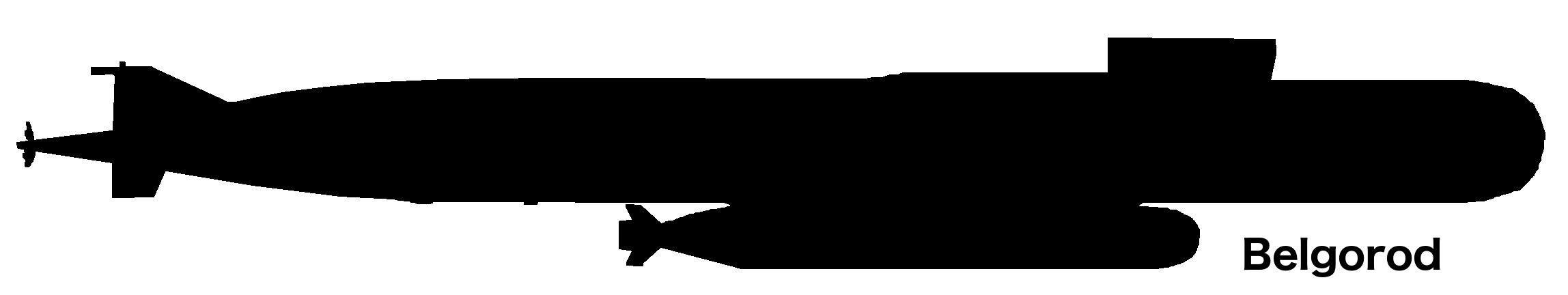
K-329 Belgorod med ansluten miniubåt

29:e speciella ubåtskvadronen är en rysk enhet inom Norra flottan inom Rysslands flotta, som är baserad i Olenjabukten i Murmansk oblast vid Barents hav på Kolahalvön. 
29:e speciella ubåtskvadronen opererar ubåtar för Huvuddirektoratet för djuphavsforskning (Gugi). Huvuddirektoratet för djuphavsforskning är den hemligaste organisationen inom Ryska federationens försvarsministerium. Dess mål är att driva ubåtar som kan dyka djupt ner i havet, för att samla in underrättelser eller för att arbeta med installationer på havsbotten. Den är också engagerad i bland annat djuphavs- och oceanografisk forskning, sökning och räddning av sjunkna fartyg samt studier av effekten av stora djup på människans kropp.
Ubåtskvadronen har nio stora atomubåtar, miniubåtar samt några ytfartyg, bland annat Jantar. Basen har två täckta flytdockor för underhåll och på- och avrustning av ubåtar. Den största ubåten är världens största ubåt, K-329 Belgorod, en ombyggd ubåt av Oskar II-klassen, som kan bära en mindre ubåt på undersidan.

## Ubåtar
- Belgorod (K-329), från juli 2022
- BS-64 Podmoskovje, från 2021, ombyggd tidigare ubåt av Delta IV-klass som moderfartyg för mindre ubåtar
- Sarov (B-90), ubåt med hybriddrift
- Losharik (AS-12/eller 28/eller 31), hybridubåt, allvarligt skadad efter en brand i juli 2019 och under flerårig reparation
- Orenburg (BS-136), tidigare Delta III-klassubåt
- Paltus-klass 30 meter långa miniubåtar med hybriddrift
  - AS-21
  - AS-35
- Kashalot-klass atomubåtar
  - AS-13
  - AS-15